# Fernando Díaz Pérez
Fernando Díaz Pérez (Cabra del Santo Cristo, Andalusia, 3 de juliol de 1951) és un atleta espanyol, establert a Catalunya, especialitzat en les curses de fons.
Després d'instal·lar-se a Catalunya, amb divuit anys, s'incorpora i competeix amb la Joventut Atlètica de Barcelona (JAB). Més endavant passa a formar part del FC Barcelona, a les ordres del reconegut atleta i entrenador Gregorio Rojo Sagredo. Ha estat set vegades campió de Catalunya de 10.000 metres durant els anys 1977, 1980, 1981, 1982, 1986, 1989 i 1990, un cop de 5.000 metres el 1980, i un altre cop de marató, el 1988. Com a atleta veterà ha aconseguit més de 30 títols catalans i espanyols i ha pujat diversos cops als podis en els Campionats d'Europa i del Món.